# Parc Sobieski
Le parc Sobieski (en néerlandais : Sobieskipark) est un jardin public situé à Laeken (Bruxelles), le long de l'avenue Jean Sobieski.

## Historique
Au temps du roi Léopold II, le terrain qui compose aujourd'hui le parc Sobieski, aménagé par Élie Lainé, faisait partie intégrante des jardins royaux et servait de verger. Il fut cédé à la ville de Bruxelles par la Donation royale, à condition d'y aménager un parc public. Le parc est aujourd'hui par Bruxelles Environnement dans un souci de préservation de l'environnement et de la bio-diversité.

## Description
Le parc forme un carré séparé des deux routes qui le tracent par des massifs boisés. Il présente une importante déclivité.
On y trouve une pièce d'eau d'une trentaine d'ares, entre autres exploitée par une colonie d’ouettes d’Égypte, une grande prairie plantée de quelques arbres fruitiers, quelques arbres fruitiers palissés et un beau massif de rhododendrons. Le haut du parc offre un joli panorama.
Quatre végétaux sont repris sur la liste des arbres remarquables de la Région de Bruxelles-Capitale, mais un catalpa et un immense saule pleureur retiennent également le regard.
Il communique avec les Jardins du Fleuriste et le jardin colonial et fait face au square Clémentine ; ce réseau, proche par ailleurs du parc de Laeken et du parc d'Osseghem constitue un maillon important de la ceinture verte de Bruxelles.

## Accès
| ___ | Ce site est desservi par la station de métro : Stuyvenbergh. |